# Stara Gora pri Šentilju
Stara Gora pri Šentilju – wieś w Słowenii, w gminie Šentilj. W 2018 roku liczyła 84 mieszkańców.